# Храдец Кралове
Храдец Кралове (на чешки: Hradec Králové – Замък на Кралицата, а не сходното по звучене Град на Кралете) е град в Северна Чехия, административен център на Краловохрадецки край.
Основан е през 1225 г. Населението му е 92 917 жители (по приблизителна оценка към 1 януари 2018 г.), а площта му е 105,61 км². Намира се на 235 м надморска височина в Чешката равнина.
Германската компания К. Бехщайн Пианофортефабрик произвежда в Храдец Кралове своите пиана от марката W. Hoffmann.

## Побратимени градове
- Алесандрия (Италия) от 1961 г.
- Арнем (Нидерландия)
- Банска Бистрица (Словакия)
- Валбжих, (Полша)
- Вроцлав (Полша)
- Гисен, (Германия)
- Кастела, (Хърватия)
- Мец (Франция)
- Монтана, България